# Cuyana maurii
Cuyana maurii ist eine Art der Echten Tierläuse, die bei der südamerikanischen Cuvier-Hasenmaus parasitiert.

## Merkmale
Weibchen sind 0,94 mm lang, Männchen 0,64 mm. Der Kopf ist zweimal so lang wie breit, Augen sind nicht ausgebildet. Die Sternalplatte ist deutlich. Das erste Beinpaar ist schwach entwickelt. Das Abdomen ist häutig ohne Tergal- und Sternalplatten. Es besitzt subtrapezoidale Paratergalplatten an den Segmenten drei bis sechs mit einer hinteren, bauchseitig angeordneten Borste. Im Bereich des Rückens sind je Segment vier Borsten (zwei neben der Mitte und zwei seitlich) und bauchseitig drei Borsten (zwei neben der Mitte und eine seitliche) vorhanden. Die Tracheenöffnungen liegen in den Segmenten drei bis sieben und sind einfach gestaltet. Die weiblichen Genitalien tragen ein Borstenpaar.